# کالیداس
کالیداس یا کالیداسه (سانسکریت: कालिदास، آوانگاری: Kālidāsa، ت. «به معنای خدمتکار کالی») نمایشنامهنویس و شاعر نامدار کلاسیک زبان سانسکریت و هند بود.

## آثار
سه اثر برجسته‌ی او مگهادوتا، شناخت شاکونتلا و کومارسمبوه نام دارند. زمان دقیق زندگی او آشکار نیست و آن را میان سده‌های چهارم تا ششم میلادی می‌انگارند.
جایگاه کالیداسا را در ادب سانسکریت همپایه با شکسپیر در ادب انگلیسی می‌دانند. شعرها و نوشته‌های او برپایه فلسفه و اسطوره‌شناسی هندو بود.